# Banater Deutsche Zeitung
Banater Deutsche Zeitung (Jurnalul German Bănățean) a fost o publicație în limba germană a șvabilor din Banat, care a apărut zilnic la Timișoara în perioada 15 mai 1925 - 15 martie 1941, ca succesoare a publicației Schwäbische Volkspresse (Presa populară șvăbească), înființată în 1919.
În 1927, la vârsta de 28 de ani, redactor șef al publicației a devenit Robert Reiter.
Biblioteca Județeană Timiș deține colecția anilor 1925-1941.